# CD84
CD84 (англ. CD84 molecule) – білок, який кодується однойменним геном, розташованим у людей на короткому плечі 1-ї хромосоми.  Довжина поліпептидного ланцюга білка становить 345 амінокислот, а молекулярна маса — 38 782.
| 10         |  | 20         |  | 30         |  | 40         |  | 50         |
| ---------- |  | ---------- |  | ---------- |  | ---------- |  | ---------- |
| MAQHHLWILL |  | LCLQTWPEAA |  | GKDSEIFTVN |  | GILGESVTFP |  | VNIQEPRQVK |
| IIAWTSKTSV |  | AYVTPGDSET |  | APVVTVTHRN |  | YYERIHALGP |  | NYNLVISDLR |
| MEDAGDYKAD |  | INTQADPYTT |  | TKRYNLQIYR |  | RLGKPKITQS |  | LMASVNSTCN |
| VTLTCSVEKE |  | EKNVTYNWSP |  | LGEEGNVLQI |  | FQTPEDQELT |  | YTCTAQNPVS |
| NNSDSISARQ |  | LCADIAMGFR |  | THHTGLLSVL |  | AMFFLLVLIL |  | SSVFLFRLFK |
| RRQGRIFPEG |  | SCLNTFTKNP |  | YAASKKTIYT |  | YIMASRNTQP |  | AESRIYDEIL |
| QSKVLPSKEE |  | PVNTVYSEVQ |  | FADKMGKAST |  | QDSKPPGTSS |  | YEIVI      |

A: Аланін

C: Цистеїн

D: Аспарагінова кислота

E: Глутамінова кислота

F: Фенілаланін

G: Гліцин

H: Гістидин

I: Ізолейцин

K: Лізин

L: Лейцин

M: Метіонін

N: Аспарагін

P: Пролін

Q: Глутамін

R: Аргінін

S: Серин

T: Треонін

V: Валін

W: Триптофан

Кодований геном білок за функціями належить до рецепторів, фосфопротеїнів. 
Задіяний у таких біологічних процесах як клітинна адгезія, адаптивний імунітет, імунітет, вроджений імунітет. 
Локалізований у клітинній мембрані, мембрані.